# Palpelius
Palpelius là một chi nhện trong họ Salticidae.